# 都留稔幸
都留 稔幸（つる としゆき）は、日本のアニメーター・キャラクターデザイナー・アニメーション監督・アニメーション演出家である。
黒津 安明（くろづ やすあき）ほか、多くのペンネームを持っている。伊達勇登の作品に関わることが多い。『NARUTO -ナルト-』シリーズでは鈴木博文と組むことが多い。

## 参加作品

### テレビアニメ
- YAWARA!（1989年） 原画
- 私のあしながおじさん（1990年）原画
- 魔法のエンジェルスイートミント（1990年-1991年） キャラクターデザイン・作画監督・絵コンテ・OP2作画
- ママは小学4年生（1992年） OP原画
- はじめ人間ゴン（1996年-1997年） 絵コンテ
- るろうに剣心 -明治剣客浪漫譚-（1996年-1998年） 原画
- 赤ちゃんと僕（1996年） 原画
- HARELUYA II BØY（1997年） 絵コンテ
- VIRUS ‐VIRUS BUSTER SERGE‐（1997年） 絵コンテ・演出
- 剣風伝奇ベルセルク（1997年） 原画
- serial experiments lain（1998年） OP原画
- カウボーイビバップ（1998年） 絵コンテ
- 南海奇皇（ネオランガ）（1999年）チーフディレクター(第2期)・絵コンテ・演出
- 小さな巨人 ミクロマン（1999年） 原画
- GTO（1999年-2000年） 絵コンテ・OP2絵コンテ・演出・原画・撮影
- 幻想魔伝 最遊記（2000年-2001年） 絵コンテ・演出
- 地球少女アルジュナ（2001年） 作画監督補・原画
- i-wish you were here-（2001年） 絵コンテ
- 旋風の用心棒（2001年-2002年） 絵コンテ・演出
- 東京アンダーグラウンド（2001年） OP2絵コンテ
- NARUTO -ナルト-（2002年-2007年） 絵コンテ・演出
- ヒートガイジェイ（2002年） 絵コンテ・演出
- GetBackers-奪還屋-（2002年） 演出・OP1絵コンテ
- ぷちぷり*ユーシィ（2003年） 原画
- ガングレイヴ（2003年-2004年） 監督・絵コンテ・演出・原画
- バジリスク 〜甲賀忍法帖〜（2005年） 絵コンテ
- ノエイン もうひとりの君へ（2005年） 絵コンテ
- NARUTO -ナルト- 疾風伝（2007年-） 脚本・絵コンテ・演出・作画監督・原画・シリーズディレクター (第290話-第295話)・キャラクター原案 (第290話-第295話)・コンセプトワーク (第290話-第295話)
- 逆境無頼カイジ（2007年） 絵コンテ
- 黒神 The Animation（2009年） 絵コンテ
- 富豪刑事 Balance:UNLIMITED（2020年）ED絵コンテ・演出・原画・背景・撮影
- COSMO SAMURAI（2021年）監督・脚本・絵コンテ・原画・美術設定[1]
- BORUTO-ボルト- NARUTO NEXT GENERATIONS（2021年）絵コンテ
- BLEACH 千年血戦篇（2022年）絵コンテ[2]

### 劇場用アニメ
- 劇場版 幻想魔伝最遊記 Requiem 選ばれざるものへの鎮魂歌（2001年） 演出
- 劇場版 NARUTO -ナルト- 大興奮!みかづき島のアニマル騒動だってばよ（2006年） 監督・脚本・絵コンテ
- ROAD TO NINJA -NARUTO THE MOVIE-（2012年） 絵コンテ
- THE LAST -NARUTO THE MOVIE-（2014年） ED演出・作画

### OVA
- KEY THE METAL IDOL（1995年-1997年） 原画
- Ninja者（1996年） 原画

### ゲーム
- TEAM INNOCENT -The Point of No Return-（1994年） メインキャラクターデザイン